# Alfred Feldmann
Alfred Feldmann (* 16. Mai 1840 in Osnabrück; † 25. Juli 1923 in Bremen) war ein deutscher Fabrikant und Präsident der Gewerbekammer Bremen.

## Biografie
Feldmann kam aus einer Kaufmannsfamilie. Er studierte Chemie und promovierte zum Dr. rer nat. und wurde Apotheker. 1867 zog er nach Bremen um. Hier betrieb er eine Mineralwasserfabrik. Seine Firma hatte Erfolge, vor allem im Export. 1903 gründete er zudem die Hanseatische Wach- und Schließgesellschaft „Brema“.
1872 wurde er für die 3. Klasse der Gewerbetreibenden mit Gewerbekammerwahlrecht in die Bremische Bürgerschaft gewählt. Er war Mitglied in verschiedenen Deputationen und Kommissionen und im Vorstand der Bürgerschaft.
Ab 1874 war Feldmann in der Gewerbekammer Bremen mehrfach Vizepräsident. Von 1881 bis 1883, von 1887 bis 1889 und von 1898 bis 1911 war er Präsident der Gewerbekammer. Die Gewerbekammer sah sich in dieser Zeit als „fester Stützpunkt für die Ordnung im bürgerlichen Leben […] zur Schaffung eines soliden bürgerlichen Mittelstandes und damit eine starke Schutzwehr gegen die Gefahr der Socialdemokratie“.
1890 war Feldmann stellvertretender Vorsitzender des Ausstellungskomitees der Nordwestdeutschen Gewerbe- und Industrieausstellung, die vom Mai bis zum Oktober 1890 im Bremer Bürgerpark stattfand.

## Werke
- Alfred Feldmann: Ueber das Laserpitin, den Bitterstoff der Wurzel von Laserpitium latifolium.

Dissertation, Göttingen 1865.